# 김백
김백(金伯, 1956년 10월 26일~)는 대한민국의 언론인이다. 2024년 4월 1일부터 2025년 7월 28일까지 YTN 대표이사 사장을 맡았다.

## 학력
- 서강대학교 정치외교학과 졸업

## 경력
- 1981년 KBS 공채 9기 기자 입사
- 1991년 SBS 이직
- 1995년 YTN 이직
  - YTN 보도국장
  - YTN 상무이사
  - YTN 총괄상무
- 2013년 2월 한국신문방송편집인협회 이사
- 2016년 YTN 퇴사
- 2024년 4월 ~ 2025년 7월 28일 YTN 대표이사 사장[2]